# Cuarteto Casals

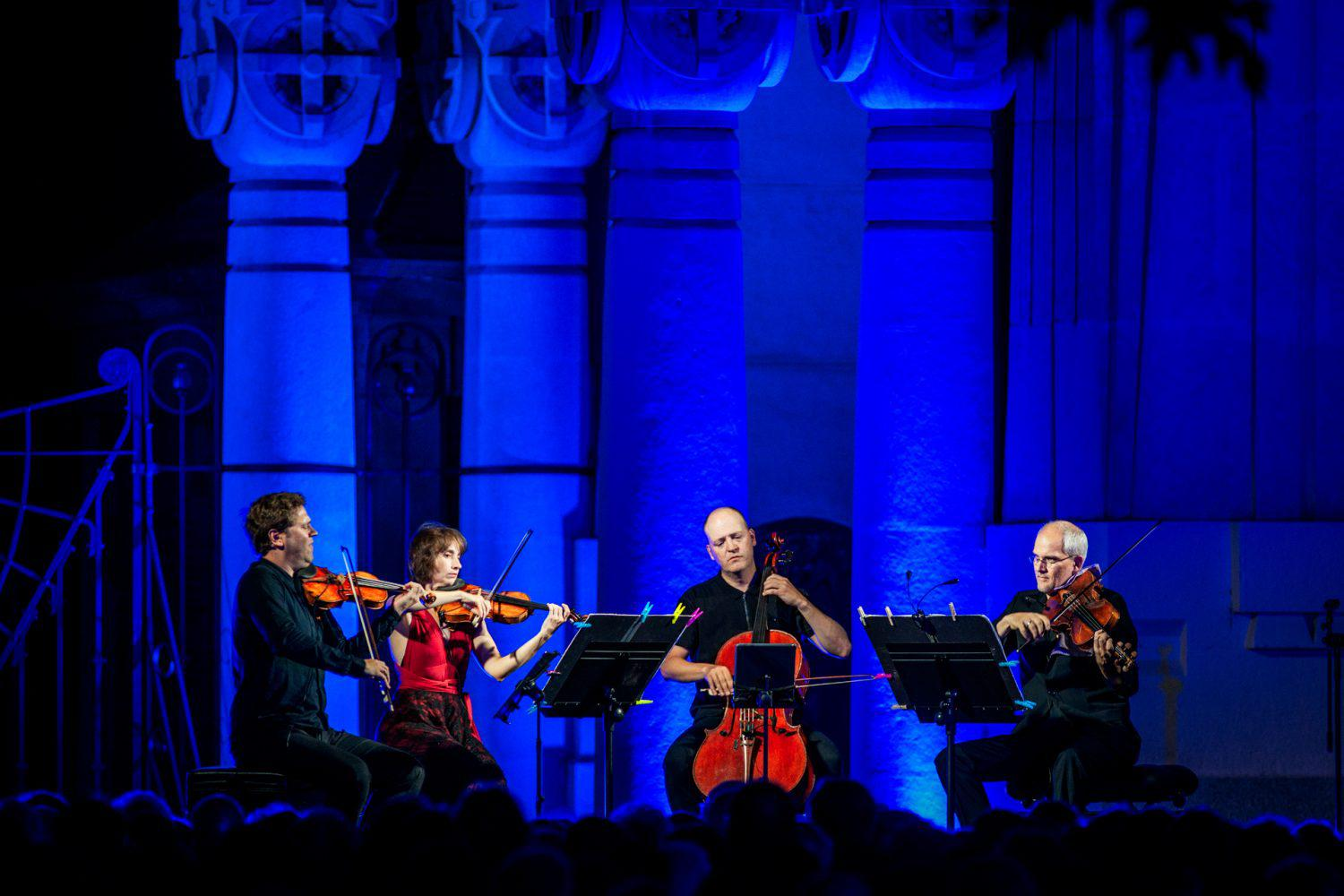
Cuarteto Casals (2018).

Le Cuarteto Casals (Quatuor Casals) est un quatuor à cordes fondé en 1997 à l'initiative de Jordi Roch, directeur musical de la Schubertiade de Vilabertran en Catalogne et reconnu internationalement.

## Histoire
Le Cuarteto Casals est, depuis sa fondation, une formation stable formée autour de deux frères de Barcelone : Abel — premier ou second violon — et Arnau Tomàs, violoncelle ; la Madrilène Vera Martínez Mehner, premier ou second violon, et l'altiste américain Jonathan Brown. Le nom du quatuor, provient de célèbre violoncelliste catalan, Pablo Casals, pour lequel les quatre musiciens ressentent une grande admiration.
L'ensemble s'est formé à Cologne auprès du Quatuor Alban Berg, et bientôt reconnu pour sa qualité tant en Espagne qu'au niveau international. Un an après sa formation, l'ensemble reçoit le premier prix du Concours de musique de chambre Montserrat Alavedra, à Terrassa.
Parmi ses prestations on peut souligner ses concerts au Wigmore Hall de Londres, au Concertgebouw, à Carnegie Hall et au Lincoln Center de New York, à la Beethovenhaus de Bonn, aux Konzerthaus et à la Philharmonie de Berne, au Konzerthaus de Berlin, au Musikverein de Vienne, ainsi noter les tournées à travers l'Europe, l'Amérique du Sud, aux États-Unis et au Japon. Le quatuor a également participé aux festivals de Schleswig-Holstein, de Londres, au Festival de Salzbourg, aux Schubertiada de Schwarzenberg, Lucerne, Bath, Luberon, Kuhmo, Liceo de Cámara, à la Saison Ibercamera, au Festival Mozart de La Corogne et au festival de musique religieuse de Cuenca et Sainte Foi.
Le Cuarteto Casals a été invité à donner des classes de maître partout dans le monde et fait partie du Cuarteto Quiroga et autres musiciens espagnols et européens, la formation Orchestre il Donne Camera, promue par Ibercamera. Le concert inaugural est donné le 9 octobre 2013, au Palais de la musique de Barcelone, sous la direction de la violiniste allemande Anje Weithaas, avec un programme composé d'œuvres de Bach, Mozart et la Nuit transfigurée de Schönberg.
En 2015, le quatuor entame la publication en DVD de l'intégrale des quatuors de Schubert, enregistrée en concerts à Auditorum de Barcelone, dans sa salle de musique de chambre Oriol Martorell, en cinq concerts, enregistrés du 12 octobre au 9 novembre 2013. Ils ont constitué un grand succès public et l'ensemble a démontré la maturité interprétative atteinte, alors que la plupart de ces œuvres l'exigent. L'enregistrement rend l'équilibre exemplaire entre la perfection mélodique très chantante, surtout représentée par la passion interprétative de Vera Martínez Mehner et le dramatisme exprimé par les cordes basses et surtout pour le violoncelle d'Arnau Tomàs.
Pour la commémoration du vingtième anniversaire de sa fondation, le Quatuor se propose de jouer l'intégrale des quatuors de Beethoven à l'Auditorium de Barcelone, avec en outre six œuvres de commandes, une pour chaque concert du cycle, durant la saison 2017/18.

## Prix
Le Quatuor Casals a remporté les premiers prix lors des Concours international de quatuor à cordes de Londres l'an 2000, au Concours international de quatuor à cordes Johannes Brahms de Hambourg en 2002. En 2005, l'ensemble a remporté le prix de la ville de Barcelone, le Prix national de musique en 2006 et le Borletti-Buitoni Trust Award en 2008,,.

## Discographie
Le quatuor enregistre habituellement pour le label discographique Harmonia Mundi. Se sont succédé les quatuors op. 10 et 15 d'Alexander von Zemlinsky, les quatuors de jeunesse et les quatuors dédiés à Haydn de Mozart, les quatuors D.87 et D.887 de Schubert, les quatuors de Brahms, avec le quintette avec piano op. 34, ainsi que l'intégrale des quatuors d'Arriaga, cycle interprété en 2002 au Palais royal de Madrid, avec des instruments de Stradivarius de la collection de la Maison royale d'Espagne.
- Arriaga, 3 Quatuors à cordes (2003, Harmonia Mundi)
- Zemlinsky, Quatuor à cordes no 2 et Debussy, Quatuor à cordes en sol mineur (2005, Harmonia Mundi)
- Mozart, Quatuors à cordes nos 1 à 13  (2005, Harmonia Mundi)
- Ravel, Quatuor à cordes en fa majeur ; Eduard Toldrà, Vistes al mar ; Turina,  Oración del torero (2007, Harmonia Mundi)
- Brahms, Quatuors à cordes op. 51 et 67, Quintette avec piano, op. 34 - Claudio Martinez Mehner, piano (2008, Harmonia Mundi)
- Haydn, Quatuors à cordes, op. 33 (2009, Harmonia Mundi)
- Bartók, Quatuor à cordes no 4 ; Kurtág, 12 Microludes ; Ligeti, Quatuor à cordes no 1 « Métamorphoses nocturnes » (2010, Harmonia Mundi)
- Boccherini, Quintette en ut majeur, op. 30 no 6 « La musica notturna delle strade di Madrid » ; Quintette en mi majeur, op. 13 no 5 [G.275] ; Quatuor à cordes en sol mineur, op. 32 no 5 [G.205] ; Quintette avec guitare no 4 en ré majeur [G.448] « Fandango » (2011, Harmonia Mundi HMC 902092)
- Schubert, Quatuor à cordes no 10 en mi bémol majeur, op. 125/1 D.87 et Quatuor à cordes no 15 en sol majeur, op. 161 D.887 (2012, Harmonia Mundi)
- Haydn, Die sieben letzten Worte unseres Erlösers am Kreuze op. 51 (2014, Harmonia Mundi)
- Mozart, Quatuors à cordes no 14 en sol majeur, KV 387 « Le printemps » ; no 16 en mi bémol majeur, KV 428 ; no 19 en ut majeur, KV 465 « Dissonances » (2014, Harmonia Mundi)
- Schubert, Intégrale des quatuors à cordes 
  - Concert no 1, concert à Barcelone. Blu-ray + DVD + livret. 2015
  - Concert no 2, concert à Barcelone. DVD. 2016